# Nick Varner
Nick Varner (* 15. Mai 1948 in Owensboro, Kentucky) ist ein US-amerikanischer Poolbillardspieler. 
Nick Varner gilt als einer der besten All-Around-Player aller Zeiten. Er gewann Weltmeistertitel in allen Pooldisziplinen (8-Ball, 9-Ball, 14-1, One-Pocket und Banks).
Seine bislang größten Erfolge waren der Gewinn der 9-Ball WM 1999 und der US Open (9-Ball) 1989 und 1990. Außerdem vertrat er das Team USA sechsmal beim Mosconi Cup; dreimal davon als nichtspielender Teamkapitän. 
Seit 1992 ist er Mitglied der Hall of Fame des Billiard Congress of America.
Sein Spitzname in der Billardszene ist Kentucky Colonel. Er verwendet Queues der Firma Meucci Originals.